# The Last O.G.
The Last O.G. – amerykański serial telewizyjny (komedia) wyprodukowany przez  Monkeypaw Productions, The Tannenbaum Company oraz Studio T, którego twórcami są Jordan Peele i John Carcieri. Serial jest emitowany od 3 kwietnia 2018 roku przez TBS.

## Fabuła
Serial opowiada o Trayu, który wychodzi po 15 latach z więzienia. Musi nauczyć się od nowa żyć w innym świecie i naprawić swoje kontakty z rodziną.

## Obsada

### Główna
- Tracy Morgan jako Tray[3]
- Cedric the Entertainer jako Miniard Mullins[4]
- Tiffany Haddish jako Shay[5]
- Taylor Mosby jako Amira[4]
- Dante Hoagland jako Shahzad[4]
- Allen Maldonado jako Bobby[6]
- Ryan Gaul jako Josh[7]

## Odcinki
| Sezon | Odcinki | Oryginalna emisja w TBS | Oryginalna emisja w TBS |
| Sezon | Odcinki | Premiera sezonu         | Finał sezonu            |
| ----- | ------- | ----------------------- | ----------------------- |
| 1     | 10      | 31 marca 2018           | 5 czerwca 2018          |
| 2     | 10      | 2 kwietnia 2019         | 4 czerwca 2019          |

### Sezon 1 (2018)
| Nr | #  | Tytuł          | Reżyseria       | Scenariusz                       | Premiera w TBS   |
| -- | -- | -------------- | --------------- | -------------------------------- | ---------------- |
| 1  | 1  | Pilot          | Jorma Taccone   | John Carcieri, Jordan Peele      | 3 kwietnia 2018  |
| 2  | 2  | Bobo Beans     | Chioke Nassor   | Jeff Stilson                     | 10 kwietnia 2018 |
| 3  | 3  | Truth Safari   | Chioke Nassor   | Alex Rubens                      | 17 kwietnia 2018 |
| 4  | 4  | Swipe Right    | John Lee        | Diallo Riddle, Bashir Salahuddin | 24 kwietnia 2018 |
| 5  | 5  | Repass         | Chioke Nassor   | Diarra Kilpatrick                | 1 maja 2018      |
| 6  | 6  | Tray-ning Day  | Maurice Marable | Marc Theobald                    | 8 maja 2018      |
| 7  | 7  | Lemon Drops    | John Lee        | Adam Schulman                    | 15 maja 2018     |
| 8  | 8  | That Backslide | Maurice Marable | Diallo Riddle, Bashir Salahuddin | 22 maja 2018     |
| 9  | 9  | Paid in Full   | Jorma Taccone   | John Carcieri                    | 29 maja 2018     |
| 10 | 10 | Clemenza       | Chioke Nassor   | John Carcieri, Jordan Peele      | 5 czerwca 2018   |

### Sezon 2 (2019)
| Nr | #  | Tytuł                                | Reżyseria         | Scenariusz                   | Premiera w TBS   |
| -- | -- | ------------------------------------ | ----------------- | ---------------------------- | ---------------- |
| 11 | 1  | Ladies First                         | Pete Chatmon      | Mary Fitzgerald              | 30 marca 2019    |
| 12 | 2  | Git Up, Git Out & Git Something      | Jorma Taccone     | Marc Theobald                | 9 kwietnia 2019  |
| 13 | 3  | A Roller Skating Jam Named Saturdays | Jorma Taccone     | Diarra Kilpatrick            | 16 kwietnia 2019 |
| 14 | 4  | Scenario                             | Pete Chatmon      | Allen Maldonado              | 23 kwietnia 2019 |
| 15 | 5  | Sound of Da Police                   | Matthew A. Cherry | Kevin Arietta                | 30 kwietnia 2019 |
| 16 | 6  | Keep Their Heads Ringing             | Pete Chatmon      | Jordan Black                 | 7 maja 2019      |
| 17 | 7  | Criminal Minded                      | Reginald Hudlin   | Arthur Harris, Angela Nissel | 14 maja 2019     |
| 18 | 8  | Mama Said Knock You Out              | Maurice Marable   | Tracey Ashley                | 21 maja 2019     |
| 19 | 9  | Your Mom's in My Business            | Reginald Hudlin   | Jordan Black                 | 28 maja 2019     |
| 20 | 10 | Fight the Power                      | Reginald Hudlin   | Saladin K. Patterson         | 4 czerwca 2019   |

## Produkcja
18 października 2016 roku, stacja TBS ogłosiła zamówienie pierwszego sezonu  komedii, w którym główną rolę zagra Tracy Morgan.
W połowie marca 2017 roku, poinformowano, że w serialu zagra Allen Maldonado jako Bobby.
W kolejnym miesiącu ogłoszono, że Ryan Gaul otrzymał rolę Josha, byłego wyluzowanego narkomana.
W maju poinformowano, że do obsady dołączyli: Tiffany Haddish jako Shay, Cedric the Entertainer jako Miniard Mullins, Taylor Mosby jako Amira oraz Dante Hoagland jako Shahzad.
Pod koniec kwietnia 2018 roku, stacja TBS przedłużyła serial o drugi sezon.
15 maja 2019 roku, stacja TBS przedłużyła serial o trzeci sezon.